# Joaquín Martín de Olías
Joaquín Martín de Olías (Madrid, 1842 - 26 de maig de 1900) fou un periodista i polític republicà espanyol, diputat a les Corts durant el sexenni democràtic i durant la Segona República.

## Biografia
Fou redactor dels periòdics La Tribuna i El Orden, i director de La Justicia Social (1869-1879), La Revista Ibérica (1872) i El Globo (1879-1896), òrgan del Partit Demòcrata Possibilista.
Fou elegit diputat per Madrid a les eleccions generals espanyoles de 1873 i participà en l'elaboració de la constitució de la Primera República Espanyola. Després del cop d'estat del general Pavía i la restauració borbònica va militar en el Partit Demòcrata Possibilista d'Emilio Castelar y Ripoll, amb el qual fou elegit diputat per Alzira a les eleccions generals espanyoles de 1881. També va escriure articles i assaigs de caràcter històric.

## Obres
- Historia del movimiento obrero en Europa y América durante el siglo XIX (1874)
- Influencia de la religión católica, apostólica y romana en la España contemporánea: estudio de economía social (1876)
- Políticos contemporáneos. Sagasta (1877)